# Witowo (gmina Osiek Mały)
Witowo – wieś w Polsce położona w województwie wielkopolskim, w powiecie kolskim, w gminie Osiek Mały.
| SIMC    | Nazwa          | Rodzaj    |
| ------- | -------------- | --------- |
| 0291368 | Drzewce B      | część wsi |
| 0291374 | Olszanek       | część wsi |
| 0291380 | Stefanowo      | część wsi |
| 0291397 | Witowo-Kolonia | część wsi |

W latach 1975–1998 miejscowość należała administracyjnie do województwa konińskiego.